# Čmelák luční
Čmelák luční (Bombus pratorum) je hojný zástupce čeledi včelovitých. V České republice náleží mezi zákonem chráněné druhy.

## Popis
Drobnější druh čmeláka, královna dorůstá 15–17 mm, dělnice 9–14 mm a trubci 11–13 mm. Podobně jako ostatní čmeláci má silné, hustě chlupaté tělo s výrazným sosáčkem. Čmelák luční je celý černý se žlutým zbarvením na temeni hlavy a na hrudi, hnědošedým na křídlech a oranžovým až rezavým na spodní části zadečku. Samec je většinou žlutěji vybarven než samice.

## Způsob života
Patří k raným druhům čmeláků, ve volné přírodě se objevuje již od března, během roku vytvoří často i dvě generace. Žije v menších koloniích čítajících několik desítek jedinců. Podobně jako včely se živí rostlinným nektarem. Hnízda si staví nejčastěji na povrchu půdy, v mělkých brlozích hrabošů pod mechem, v travních drnech, v křovinách, občas také pod zemí. Vyskytuje se dosti běžně ve světlých lesích, parcích, zahradách, křovinách i v zemědělské krajině, častěji v podhůří a horách, a to na většině území Evropy. Co do potravy je málo vybíravý, preferuje však rostliny s kratší korunní trubkou.
Patří do druhové skupiny pollen storres, tzn. že dělnice ukládají pyl a med do zvláštních voskových nádob. Z uskladněných zásob později dělnice krmí larvy podobně, jak to vidíme u včel.
Jeho hnízdními parazity jsou pačmelák lesní (Bombus sylvestris) a pačmelák ladní (Bombus campestris).